# Hội chứng lo sợ khi không có điện thoại
Hội chứng lo sợ khi không có điện thoại, có tên khoa học là Nomophobia, là tên của một sự ám ảnh liên quan đến việc không có điện thoại di động. Tuy nhiên, có nhiều lập luận cho rằng từ "ám ảnh" bị sử dụng sai và trong đa số trường hợp nó là một hình thức rối loạn lo âu thay vì ám ảnh.
Mặc dù hội chứng lo sợ khi không có điện thoại không xuất hiện trong Cẩm nang chẩn đoán và thống kê hiện tại của Rối loạn tâm thần, Ấn bản lần thứ năm (DSM-5), nó đã được đề xuất là một dạng  "ám ảnh cụ thể", dựa trên các định nghĩa được đưa ra trong DSM-IV. Theo Bianchi và Philips (2005) hội chứng này là các yếu tố tâm lý liên quan đến việc sử dụng quá mức điện thoại di động. Điều này có thể bao gồm lòng tự trọng thấp (khi cá nhân tìm kiếm sự bảo đảm sử dụng điện thoại di động theo những cách không thích hợp) và tính cách hướng ngoại (khi các cá nhân xã hội tự nhiên sử dụng điện thoại di động quá mức). Hội chứng lo sợ khi không có điện thoại có thể được gây ra bởi rối loạn tâm thần tiềm ẩn và có khả năng những người mắc phải hội chứng này liên quan đến các hội chứng bao gồm ám ảnh xã hội hoặc rối loạn lo âu xã hội, lo âu xã hội, và rối loạn hoảng loạn.
Thuật ngữ nomphobia, viết tắt của cụm từ "hội chứng không có điện thoại di động", được đặt ra trong một nghiên cứu năm 2008 của Bưu điện Anh, ủy ban YouGov, một tổ chức nghiên cứu dựa trên sự đánh giá những lo lắng của người dùng điện thoại di động ở Vương quốc Anh. Nghiên cứu cho thấy gần 53% người dùng điện thoại di động ở Anh có xu hướng lo lắng khi họ "mất điện thoại di động, hết pin hoặc không có phủ sóng mạng". Nghiên cứu, thử nghiệm trên 2.163 người, thấy rằng khoảng 58% nam giới và 47% phụ nữ bị ám ảnh, và thêm 9% cảm thấy căng thẳng khi điện thoại di động của họ tắt đi. 55% những người được khảo sát sợ không thể giữ liên lạc với bạn bè hoặc gia đình là lý do chính khiến họ lo lắng khi họ không thể sử dụng điện thoại di động của họ,.
Một nghiên cứu khác cho thấy rằng trong số 547 nam giới, sinh viên đại học trong các dịch vụ y tế, 23% sinh viên được phân loại mắc hội chứng lo sợ khi không có điện thoại, trong khi 64% có nguy cơ phát triển mắc hội chứng này. Trong số những sinh viên này, khoảng 77% đã kiểm tra điện thoại di động của họ 35 lần hoặc nhiều hơn trong một ngày.
Nhiều hơn một trong hai người mắc hội chứng lo sợ khi không có điện thoại không bao giờ tắt điện thoại di động của họ.

## Trị liệu
Hiện nay, các phương pháp điều trị được chấp nhận và nghiên cứu thực nghiệm rất hạn chế do khái niệm tương đối mới của nó. Tuy nhiên, phương pháp điều trị đầy hứa hẹn bao gồm tâm lý trị liệu hành vi nhận thức và kết hợp với can thiệp dược lý. Điều trị bằng tranylcypromine và clonazepam đã thành công trong việc giảm tác dụng của chứng lo sợ.
Liệu pháp hành vi nhận thức dường như có hiệu quả bằng cách tăng cường hành vi tự trị độc lập với những ảnh hưởng từ thiết bị công nghệ. Một cách điều trị khác có thể là "Phương pháp tiếp cận thực tế", hoặc liệu pháp thực tế yêu cầu bệnh nhân tập trung hành vi thoát ra khỏi điện thoại di động. Trong trường hợp nặng hoặc quá nặng, các thuốc thần kinh trị liệu có thể có lợi, dùng benzodiazepin và thuốc chống trầm cảm ở liều thông thường được đề nghị. Bệnh nhân cũng được điều trị thành công bằng cách sử dụng tranylcypromine kết hợp với clonazepam. Tuy nhiên, điều quan trọng cần lưu ý là những loại thuốc này được sử dụng để điều trị rối loạn lo âu xã hội chứ không phải điều trị trực tiếp hội chứng lo sợ khi không có điện thoại. Nó có thể là khá khó khăn để điều trị hội chứng này bằng cách trực tiếp, vì vậy rất cần thiết và hợp lý khi chúng ta xác định và điều trị bất kỳ rối loạn tâm thần tiềm ẩn nào nếu chúng tồn tại trong cơ thể.